# Miche-Guerciotti
La Miche-Guerciotti era una squadra maschile italiana di ciclismo su strada, attiva a livello internazionale dal 2003 al 2012.
Sponsorizzata da Miche, società di componentistica di San Vendemiano, la squadra fu attiva dal 2005 al 2006 come formazione di livello Professional Continental, e dal 2007 al 2012 come team Continental. I principali risultati arrivarono con Przemysław Niemiec, capace di aggiudicarsi il Giro di Slovenia 2005, il Giro di Toscana 2006, la Route du Sud 2009 e due tappe al Giro del Trentino, e con Davide Rebellin, vincitore nel 2011 della Tre Valli Varesine e del Trofeo Melinda.

## Cronistoria

### Annuario
| Anno | Codice | Nome                            | Cat.  | Biciclette | Dirigenza |
| ---- | ------ | ------------------------------- | ----- | ---------- | --- |
| 2003 | MIE    | Miche                           | GSIII | Spiuk      | Manager: Marco Tozzi Dir. sportivi: Todor Kolev Dzhabarski, Giuseppe Tognaccini                                  |
| 2004 | MIE    | Miche                           | GSII  | FRW        | Manager: Marco Tozzi Dir. sportivi: Todor Kolev Dzhabarski, Giuseppe Tognaccini                                  |
| 2005 | MIE    | Miche                           | PCT   | FRW        | Manager: Marco Tozzi Dir. sportivi: Michel Devoti, Todor Kolev Dzhabarski, Giuseppe Tognaccini, Mauro Tognaccini |
| 2006 | MIE    | Miche                           | PCT   | FRW        | Manager: Marco Tozzi Dir. sportivi: Todor Kolev Dzhabarski, Giuseppe Tognaccini, Mauro Tognaccini                |
| 2007 | MIE    | Miche                           | CT    | Viner      | Manager: Marco Tozzi Dir. sportivi: Todor Kolev Dzhabarski, Giuseppe Tognaccini, Mauro Tognaccini                |
| 2008 | MIE    | Miche-Silver Cross              | CT    | Viner      | Manager: Mauro Tognaccini Dir. sportivi: Todor Kolev Dzhabarski, Giuseppe Tognaccini, Marco Tozzi                |
| 2009 | MIE    | Miche-Silver Cross-Selle Italia | CT    | Viner      | Manager: Mauro Tognaccini Dir. sportivi: Todor Kolev Dzhabarski, Giuseppe Tognaccini, Marco Tozzi                |
| 2010 | MIE    | Miche                           | CT    | Viner      | Manager: Martin John Allen Dir. sportivi: Marco Tozzi, Giuseppe Tognaccini, Mauro Tognaccini                     |
| 2011 | MIE    | Miche-Guerciotti                | CT    | Guerciotti | Manager: Nicole Allen Dir. sportivi: Marco Tozzi, Giuseppe Tognaccini, Mauro Tognaccini                          |
| 2012 | MIE    | Miche-Guerciotti                | CT    | Guerciotti | Manager: Christian Gaunt Dir. sportivi: Marco Tozzi, Giuseppe Tognaccini, Mauro Tognaccini                       |

### Classifiche UCI
| Anno | Classifica  | Pos. | Migliore cl. individuale  |
| ---- | ----------- | ---- | ------------------------- |
| 2003 | GSIII       | 37º  | Balazs Rohmer (673º)      |
| 2004 | GSII        | 16º  | Przemysław Niemiec (197º) |
| 2005 | Europe Tour | 35º  | Przemysław Niemiec (26º)  |
| 2006 | Europe Tour | 35º  | Przemysław Niemiec (31º)  |
| 2007 | Europe Tour | 33º  | Massimo Giunti (64º)      |
| 2008 | Europe Tour | 41º  | Massimo Giunti (47º)      |
| 2009 | Europe Tour | 22º  | Przemysław Niemiec (35º)  |
| 2010 | Europe Tour | 20º  | Przemysław Niemiec (24º)  |
| 2011 | Africa Tour | 9º   | Giuseppe Di Salvo (62º)   |
| 2011 | Asia Tour   | 30º  | Stefan Schumacher (90º)   |
| 2011 | Europe Tour | 12º  | Davide Rebellin (3º)      |
| 2012 | Europe Tour | 125º | Nicola Dal Santo (1141º)  |

## Palmarès

### Campionati nazionali
- Campionati russi: 1

Cronometro: 2004 (Aleksandr Bespalov)
- Campionati polacchi: 1

In salita: 2009 (Przemysław Niemiec)